# Weißpriach
Weißpriach è un comune austriaco di 304 abitanti nel distretto di Tamsweg, nel Salisburghese.